# Retrato de Antônio Grellet
Retrato de Antônio Grellet é um óleo sobre tela do pintor Candido Portinari. O quadro foi produzido no Rio de Janeiro no ano de 1924 em agradecimento ao professor que o alfabetizou e lhe emprestou roupas para se apresentar na Escola Nacional de Belas Artes. A obra foi premiada com a Pequena Medalha de Prata da XXXI Exposição Geral de Belas Artes da Escola Nacional de Belas Artes / ENBA em 1924, conferida ao conjunto das obras expostas. Na dedicatória no canto inferior direito lê-se: “Ao amigo e prof. A. Grellet. off. CPortinari Brodowski 924”.

## Descrição da obra
Composição nos tons terras, ocres, rosas, azuis, preto e branco. Textura lisa. Retrato de busto de homem ocupando a quase totalidade da área do suporte, contra fundo liso em tons de terra. O retratado está de frente ligeiramente voltado para a esquerda, tem rosto retangular, cabelos escuros divididos ao meio, penteados para os lados; sobrancelhas apenas sugeridas, olhos amendoados voltados para a esquerda, nariz curto, lábios fechados e queixo reto. Usa terno em tom terra com colete com dois botões pretos, camisa branca com pinceladas azuis sugerindo sombreado e gravata marrom-avermelhada, com lista azul na diagonal, com sugestão de pérola espetada. O retratado tem os ombros estreitos sendo que o direito está cortado pela margem lateral do suporte. Luz incidindo pelo centro da composição criando área de sombra sobre a face direita do retratado.

## Biografia de Antônio Grellet
Antônio Grellet dos Santos foi um professor, jornalista e filólogo natural de Bananal. Nascido em 20 de abril de 1882, mudou-se para Ribeirão Preto ainda jovem como funcionário da Companhia Mogiana de Estradas de Ferro, permanecendo na cidade por grande parte de sua vida. Como professor, lecionou em várias cidades da região como Altinópolis, Dumont e Brodowski. Em Brodowski, foi professor de línguas em uma escola municipal para estudantes do ensino primário, onde conheceu e alfabetizou o futuro pintor brasileiro Candido Portinari. Além disso, foi editor do jornal "Gazeta de Brodosqui".
Em Ribeirão Preto, além de suas atividades como professor, foi redator e editor de vários jornais locais como "Diário da Manhã", "Diário de Notícias", "Correio do Oeste", "A Cidade", "A Tarde", entre outros. Casou-se com Maria Arouca Grellet em 1908. Viúvo, casou-se novamente com Eudóxia Arouca Grellet (irmã mais nova de Maria). De seus dois casamentos teve 7 filhos, são eles: Ary, Ada, Ady, Aulo, Ismar, Jair e Newton. Faleceu no dia 5 de Março de 1945.

### A relação com Portinari
Logo no início da carreira artística, Grellet, ao ver o seu talentoso aluno incumbido de viajar para o Rio de Janeiro (então capital da república) desprovido de uma vestimenta adequada, em um ato altruísta, doa seu terno a Portinari para que ele possa se apresentar na Escola Nacional de Belas Artes. Já no Rio de Janeiro, tendo em memória a fisionomia de seu professor, transferiu à tela o "Retrato de Antônio Grellet” em agradecimento ao apoio que recebera . O quadro foi um dos primeiros retratos feito pelo pintor, que chegou a ser premiado com a Pequena Medalha de Prata da XXXI Exposição Geral de Belas Artes da Escola Nacional de Belas Artes / ENBA em 1924, conferida ao conjunto das obras expostas.
Ao se mudar para Ribeirão Preto, Antônio Grellet trabalhou como redator no jornal "Diário da Manhã" e logo depois em "Correio da Tarde", mantendo os leitores informados sobre quando Portinari retornava do exterior para passar períodos de férias em sua cidade natal, além de relatar o progresso contínuo do artista. Portinari e Grellet, então, se tornaram grandes amigos e promoveram diversas palestras juntos ao longo de suas carreiras
.
A década de 40 não foi fácil para o professor. Ao abusar de quinino para curar acessos gripais, Grellet acabou ficando surdo. Nos anos que se passaram o retrato elaborado por Portinari decorou a sala de redação do jornal "A Tarde", comprado em 1940 por Antônio Machado Sant'anna, até a década de 50. O paradeiro do quadro, então, seguiu desconhecido até novembro de 2023, quando a TV local EPTV fez uma reportagem especial com a família de Grellet em homenagem aos 120 anos de Portinari.
Portinari, ao homenagear em tela um de seus primeiros apoiadores, retratou a mais singela relação entre mestre e educando que poderia existir: o acreditar.

### Homenagens externas
A rua Antônio Grellet está localizada no bairro Campos Elísios, na cidade de Ribeirão Preto - SP.
1. ↑  Projeto Portinari, “Retrato de Antônio Grellet”..
2. 1 2  Projeto Portinari, “Retrato de Antônio Grellet”.
3. 1 2 3  Diário de São Paulo, 28 de junho de 1970.
4. ↑  A Gazeta de Brodowsky, Janeiro de 1929.
5. ↑  A Gazeta de Brodowsky, Janeiro de 1935.
6. ↑  https://g1.globo.com/sp/ribeirao-preto-franca/playlist/videos-tudo-sobre-ribeirao-preto-franca-e-regiao.ghtml#video-12221873-id